# Type 26 (frégate)
Pour les articles homonymes, voir Type 26.
La frégate type 26, ou classe City, est une classe de frégates en construction par la société BAE Systems pour le ministère de la Défense britannique, afin de remplacer les frégates de type 23 de la Royal Navy et pour l'exportation. La construction de la première unité a commencé en 2017.

## Genèse du programme
Le programme a débuté en 1998 sous le nom de Future Surface Combatant (FSC). À l'origine, la première frégate de type 26, le HMS Glasgow, devait être livrée en 2015. En mars 2010, BAE Systems Maritime – Naval Ships (en) a reçu un contrat de développement sur 4 ans de 127 millions de livres. La commande est passée en juillet 2015, mais publiée seulement le 2 juillet 2017.

## Construction
Le 20 juillet 2017, la première tôle du Glasgow est découpée par BAE Systems dans son chantier naval de Glasgow. 

## Description
En 2017, BAE Systems annonçait pour la classe un déplacement de 6 900 tonnes, une longueur de 150 m, un maitre-bau de 20,8 m, avec une vitesse d'au moins 26 nœuds. L'équipage sera de 157 marins avec une capacité d'accueil pour 51 passagers supplémentaires.

## Liste des navires de la classe
La Royal Navy doit recevoir 8 frégates de la classe City.
| N°  | Nom        | Première découpe | Mise sur cale | Mise à l'eau    | Essais en mer | Livraison | Service actif | Base navale |
| --- | ---------- | ---------------- | ------------- | --------------- | ------------- | --------- | ------------- | ----------- |
| F88 | Glasgow    | 20 juillet 2017  |               | 3 décembre 2022 |               | 2027      |               |             |
| F89 | Cardiff    | 14 août 2019     |               |                 |               | 2028      |               |             |
| F90 | Belfast    | 29 juin 2021     |               |                 |               | 2029      |               |             |
| F91 | Birmingham |                  |               |                 |               |           |               |             |
| F92 | Sheffield  |                  |               |                 |               |           |               |             |
| F93 | Newcastle  |                  |               |                 |               |           |               |             |
| F94 | Edinburgh  |                  |               |                 |               |           |               |             |
| F95 | London     |                  |               |                 |               |           |               |             |